# 薩頓港 (佛羅里達州)
薩頓港（英語：Port Sutton）是位於美國佛羅里達州希爾斯波羅縣的一個非建制地區。該地的面積和人口皆未知。

## 地理
薩頓港的座標為27°54′25″N 82°25′15″W / 27.90694°N 82.42083°W，而該地的平均海拔高度為1米（即3英尺）。